# NGC 2885
NGC 2885 is een spiraalvormig sterrenstelsel in het sterrenbeeld Leeuw. Het hemelobject werd op 24 februari 1827 ontdekt door de Britse astronoom John Herschel.

## Synoniemen
- IC 538
- UGC 5037
- MCG 4-22-58
- ZWG 121.98
- PGC 26811